# Andrzej Parafianowicz
Andrzej Tadeusz Parafianowicz (ur. 25 października 1963 w Warszawie) – polski urzędnik państwowy, w latach 2007–2013 podsekretarz stanu w Ministerstwie Finansów.

## Życiorys
Jest absolwentem Wydziału Prawa i Administracji Uniwersytetu Warszawskiego oraz podyplomowego studium zakresu bankowości i finansów w Szkole Głównej Handlowej. W latach 1992–2001 był pracownikiem Narodowego Banku Polskiego, pełnił funkcję generalnego inspektora nadzoru bankowego. Pracował także w Ministerstwie Spraw Wewnętrznych i Administracji jako wicedyrektor w Krajowym Centrum Informacji Kryminalnej (1999–2000), niespełna rok później objął stanowisko dyrektora departamentu w Banku Handlowym w Warszawie. Zasiadał w radzie nadzorczej Banku Rozwoju Cukrownictwa (do 2005) i Mostostalu Zabrze (2004). W późniejszych latach pracował m.in. w Polskiej Telefonii Cyfrowej oraz w spółce Polskiej Grupy Energetycznej – PGE Górnictwo i Energetyka. Specjalizuje się w zwalczaniu prania brudnych pieniędzy.
22 listopada 2007 został podsekretarzem stanu w Ministerstwie Finansów, obejmując funkcje generalnego inspektora informacji finansowej, generalnego inspektora kontroli skarbowej i pełnomocnika rządu do spraw zwalczania nieprawidłowości finansowych na szkodę Rzeczypospolitej Polskiej lub Unii Europejskiej.
W grudniu 2013 objął funkcję wiceprezesa zarządu ds. korporacyjnych Polskiego Górnictwa Naftowego i Gazownictwa, odchodząc w związku z tym ze stanowisk w resorcie finansów. W czerwcu 2014 został zawieszony przez radę nadzorczą PGNiG, co miało związek z publikacją nagrania jego rozmowy ze Sławomirem Nowakiem dotyczącej kontroli skarbowej prowadzonej w firmie żony polityka. W sierpniu tego samego roku zrezygnował z tego stanowiska. W 2015 został dyrektorem departamentu bezpieczeństwa w Banku Ochrony Środowiska. W tym samym roku został członkiem rady nadzorczej spółki akcyjnej EuRoPol Gaz, zarządzającej polskim odcinkiem gazociągu Jamał-Europa.
W 2024 został zastępcą dyrektora Narodowego Instytutu Zdrowia Publicznego – Państwowego Zakładu Higieny.